# Sutton Court
Sutton Court er et engelsk country house, der blev ombygget af Thomas Henry Wyatt i 185'erne fra en herregård opført i 1400- og 1500-tallet, omkring et befæstet pele tower fra 1300-tallet og tilhørende bygninger. Huset er listed building af anden grad.
Sutton Court ligger ved Stowey i Chew Valley, Somerset og er nu en del af Bath and North East Somerset nær landsbyen Bishop Sutton. Huset er omgivet af et omfattende gods der er anlagt i ferme ornée-stil, og det er en del af Folly Farm nature reservat. Ejendommen ligger mellem landsbyerne Chew Magna mod nord, Cholwell mod syd, Clutton mod øst og Chew Valley Lake mod vest.